# Toyota Camry (XV80)
Toyota Camry (XV80) ― середньорозмірний автомобіль, що виробляється компанією Toyota, який змінив XV70 та виробляється з жовтня 2023 року.

## Опис

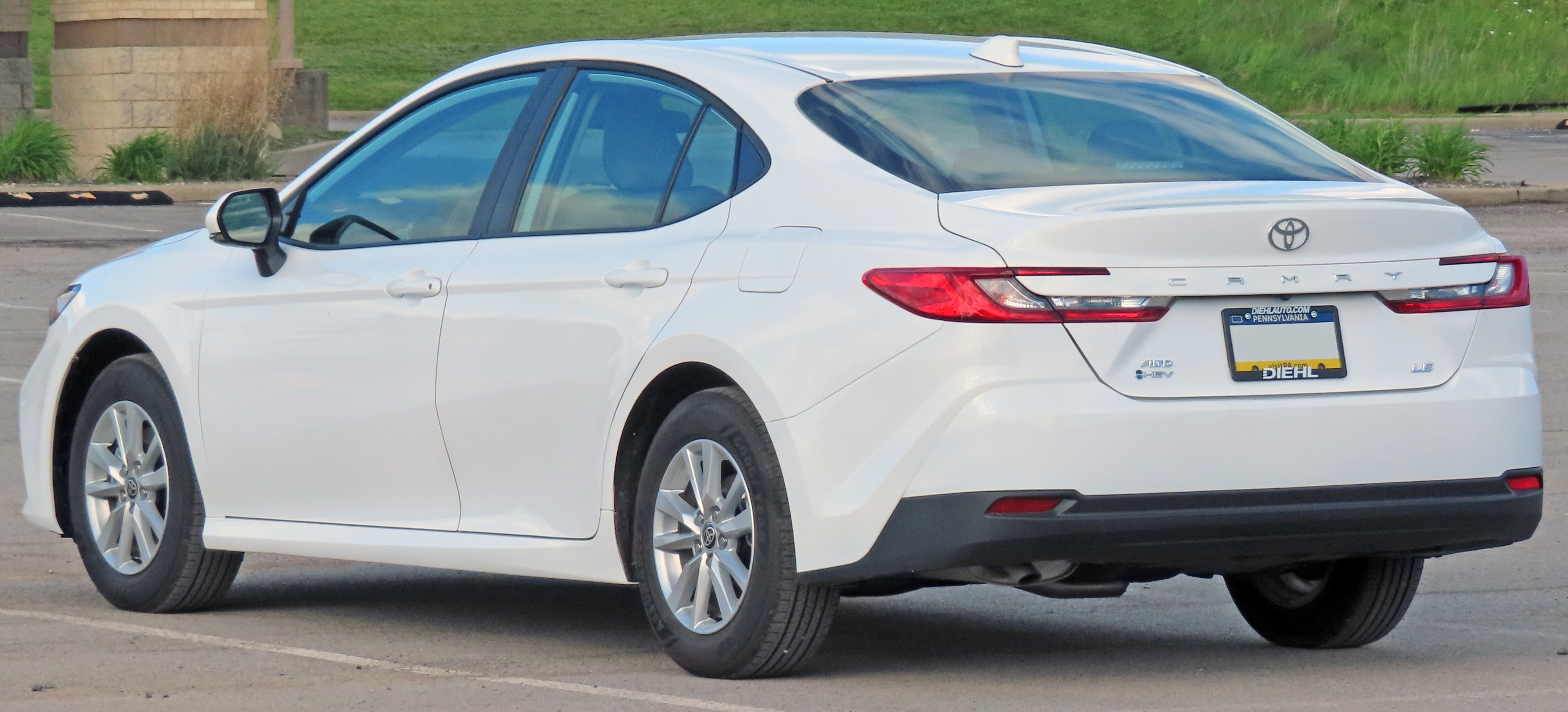

XV80 Camry була представлена 14 листопада 2023 року, її попередній показ відбувся на автосалоні в Лос-Анджелесі у 2023 році. На відміну від попередніх поколінь, XV80 Camry не доступний з бензиновим двигуном для ринків Північної Америки та Європи.
XV80 Camry базується на тій самій платформі GA-K, що й XV70, зберігаючи базову структуру кузова, передні двері та лінію даху, з деякими змінами, такими як оновлені амортизатори та переглянутий тюнінг для покращення комфорту. Дизайн передньої частини передньої панелі перейняв решітку радіатора Toyota «hammerhead», а в більш тонкі фари інтегровані С-подібні денні ходові вогні. Дизайн задньої частини передньої панелі включає задні ліхтарі, що імітують С-подібний дизайн спереду, а також напис Camry, нанесений на кришку багажника, і відсутність характерної складки від задніх ліхтарів до бамперів.

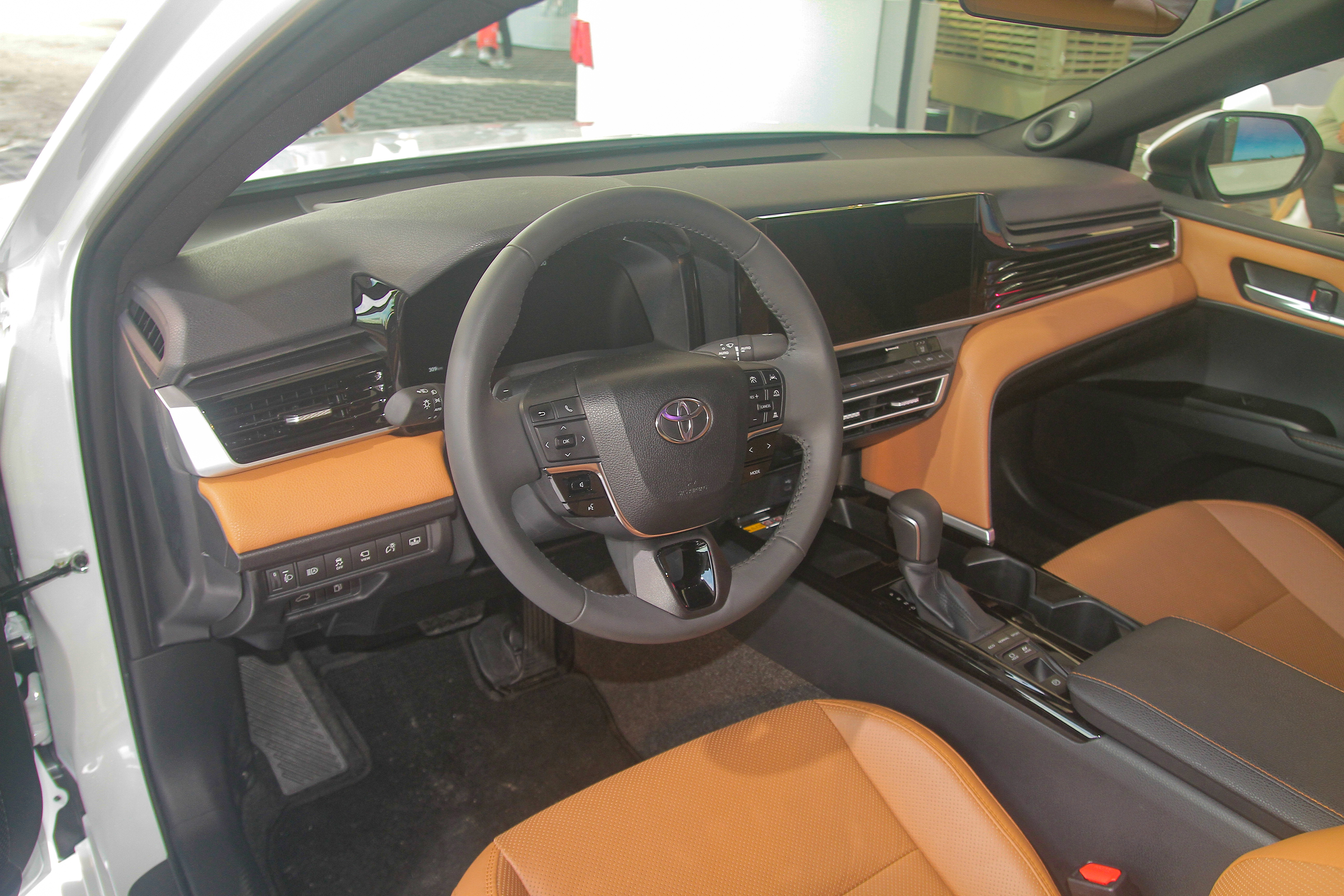

Хоча Camry все ще збирається в Японії, XV80 є першою моделлю, яка не продається на внутрішньому ринку, а лише експортується на інші ринки. Це пов'язано зі зниженням продажів попередніх поколінь.

### Двигуни
- 2.0 л M20A-FKS I4
- 2.0 л M20C-FKS I4 (Китай)
- 2.5 л A25C-FKS I4 (Китай)

hybrid
- 2.5 л M20F-FXS I4 (Китай)
- 2.5 л A25D-FXS I4 (Китай)
- 2.5 л A25A-FXS I4